# Hồ Văn Tố
Hồ Văn Tố (1915 - 1962) nguyên là một tướng lĩnh Bộ binh của Quân đội Việt Nam Cộng hòa, cấp bậc Thiếu tướng. Ông xuất thân từ trường Võ bị do Chính phủ Quốc gia, được sự hỗ trợ của Quân đội Pháp, mở ra ở Trung phần. Ông gia nhập Quân đội khá muộn so với tuổi (thời kỳ này tuổi Quân dịch là 21). Tuy nhiên, mặc dù là một khóa sinh lớn tuổi nhưng trong học tập ông rất tích cực và không chịu thua kém những khóa sinh ở lứa tuổi trẻ hơn ông. Kết quả là ông đã đỗ đầu khóa học. Và sau đó ông được "thăng quan, tiến chức" rất nhanh. Tốt nghiệp Thiếu úy (1950), 3 năm sau (1953) đã là Thiếu tá và sau 5 năm (1958) ông mang cấp Thiếu tướng. Nhưng "tài danh bạc mệnh", năm 1962 ông đã bỏ lại tất cả khi tuổi quân mới 13 năm và tuổi đời chưa đến 50.

## Tiểu sử & Binh nghiệp
Ông sinh ngày 3 tháng 2 năm 1915 trong một gia đình có truyền thống Nho học tại làng Phước Tích, Phong Điền, Thừa Thiên, Trung phần Việt Nam. Là con trai út trong gia đình có ba người con, trên ông còn 2 người chị gái. Ông đã tốt nghiệp Trung học chương trình Pháp tại trường Quốc học Huế với văn bằng Tú tài bán phần (Part I). Sau đó ông được được tuyển dụng làm công chức cho nhà nước bảo hộ tại Huế.

### Quân đội Quốc gia Việt Nam
Trung tuần tháng 9 năm 1949, ông nhập ngũ vào Quân đội Quốc gia thành phần trong Quân đội Liên hiệp Pháp. Theo học khóa 2 Quang Trung tại trường Võ bị Quốc gia Huế, khai giảng ngày 25 tháng 9 năm 1949. Ngày 24 tháng 6 năm 1950 mãn khóa tốt nghiệp Thủ khoa với cấp bậc Thiếu úy hiện dịch. Ra trường, ông được giữ các chức vụ Trung đội trưởng, rồi Đại đội trưởng trong Tiểu đoàn Bộ binh thuộc Quân đội Liên hiệp Pháp. Tháng 12 của năm 1950, ông chuyển sang đơn vị Quốc gia, được cử làm Tiểu đoàn phó Tiểu đoàn 12 Việt Nam, đồn trú tại Lệ Thủy, Quảng Bình (Tiểu đoàn 12 thành lập ngày 1 tháng 10 năm 1950 tại Đồng Hới) do Trung úy Tôn Thất Đính làm Tiểu đoàn trưởng. Đến tháng 5 năm 1951, ông được thăng cấp Trung úy tại nhiệm. Tháng 6 năm 1952, ông được thăng cấp Đại úy và được cử chỉ huy Tiểu đoàn 12 thay thế Đại úy Tôn Thất Đính.
Tháng 10 năm 1953, ông được thăng cấp Thiếu tá, rời Tiểu đoàn 12 chuyển đi giữ chức vụ Trưởng phòng 4 tại Bộ Tư lệnh Đệ Nhị Quân khu do Đại tá Trương Văn Xương làm Tư lệnh.

### Quân đội Việt Nam Cộng hòa
Tháng 10 năm 1955, sau khi từ Quân đội Quốc gia sáp nhập vào Quân đội Việt Nam Cộng hòa, ông được thăng cấp Trung tá và được bổ nhiệm làm Tỉnh trưởng tỉnh Quảng Nam thay thế Trung tá Lê Khương. Tháng 12 cùng năm, ông được cử vào chức vụ Tư lệnh phó Sư đoàn 21 Dã chiến (tiền thân của Sư đoàn 1 Bộ binh) do Đại tá Lê Văn Nghiêm làm Tư lệnh.
Trung tuần tháng 6 năm 1957, ông được bổ nhiệm làm Tư lệnh Sư đoàn 14 Khinh chiến (tiền thân của Sư đoàn 22 Bộ binh) thay thế Trung tá Lê Huy Luyện. Tháng 3 năm 1958, bàn giao Sư đoàn 14 Khinh chiến lại cho Trung tá Trần Thanh Chiêu, ông được bổ nhiệm chức vụ Chỉ huy trưởng trường Võ bị Liên quân Đà Lạt thay thế Trung tá Nguyễn Văn Thiệu đi du học khóa Chỉ huy và Tham mưu tại Hoa Kỳ.
Ngày 13 tháng 4 năm 1958, ông tổ chức lễ tốt nghiệp khóa 13 Thống Nhất sĩ quan hiện dịch (khai giảng ngày 20 tháng 4 năm 1956). Ba tháng sau, ông nhận lệnh bàn giao trường Võ bị Quốc gia lại cho Trung tá Thiệu tái nhiệm. Tháng 8 cùng năm, ông được thăng cấp Đại tá và được cử giữ chức Chỉ huy trưởng Trung tâm Huấn luyện Quang Trung thay thế Trung tướng Nguyễn Ngọc Lễ. Cuối năm này, ông được vinh thăng Thiếu tướng tại nhiệm. Đầu năm 1959, ông được thuyên chuyển về Bộ Tổng tham mưu giữ chức vụ Tham mưu phó Đặc trách Tiếp vận. Đầu năm 1960, ông được cử đi tu nghiệp lớp Tham mưu cao cấp thụ huấn 16 tuần (khóa 1960-1) tại Học viện Chỉ huy và Tham mưu Fort Leavenworth, Kansas, Hoa Kỳ. Tháng 5 cùng năm mãn khóa về nước, tiếp tục nhiệm vụ cũ.
Tháng 7 năm 1961, ông được bổ nhiệm làm Chỉ huy trưởng Liên trường Võ khoa Thủ Đức thay thế Đại tá Nguyễn Văn Chuân. Tháng 8 và tháng 12 cùng năm, ông tổ chức lễ tốt nghiệp cho 2 khóa sĩ quan trừ bị là khóa 10 Thành Tín và khóa 11 Đồng Tiến.

## Từ trần
Đêm 19 tháng 5 năm 1962, ông đột ngột từ trần (đột tử) tại tư thất ở Gia Định. Hưởng dương 47 tuổi. Sau đó được di quan bằng máy bay vận tải quân sự về an táng tại chân núi Ngự Bình, Huế.
-Ngay sau khi tướng Hồ Văn Tố từ trần, Đại tá Phan Đình Thứ (tự Lam Sơn) được cử thay thế vào chức vụ Chỉ huy trưởng Liên trường Võ khoa Thủ Đức.

## Gia đình
- Thân phụ: Cụ Hồ Văn Oanh
- Thân mẫu: Cụ Lương Thị Yên
- Phu nhân: Bà Lương Thị Cung (ái nữ của 2 cụ Lương Thanh Mậu và Lê Thị Tố)

-Ông bà có năm người con gái:
1/ Hồ Thị mai (phu nhân của ông Trương Công Tuất, nguyên Thiếu tá ngành Hành chính Tài chính Việt Nam Cộng hòa)
2/ Hồ Thị Huệ (phu nhân của ông Nguyễn Vy, nguyên Thiếu tá ngành Công binh Việt Nam Cộng hòa)
3/ Hồ Thị Bạch Tuyết (phu nhân của ông Nguyễn Xuân Tiết, nguyên Đại úy Thủy quân Lục chiến Việt Nam Cộng hòa, tử trận năm 1968 tại Bình Dương, được truy thăng Thiếu tá)
4/ Hồ Thị Lệ Sương (phu nhân của ông Nguyễn Văn Truyện, nguyên Giáo sư trường Quốc gia Nghĩa tử Việt Nam Cộng hòa)
5/ Nữ kỹ sư Hồ Thị Minh Châu (phu nhân của Tiến sĩ Nguyễn Đình Thắng)